# エウリノーメ (小惑星)
エウリノーメ (79 Eurynome) は、小惑星帯に位置する小惑星の一つ。1863年9月14日にアメリカ合衆国の天文学者、ジェームズ・クレイグ・ワトソン (James Craig Watson) により発見された。主にケイ素でできたS型小惑星で、大きくて明るい。ギリシア神話の女神エウリュノメーにちなみ命名された。